# Quelepa
Quelepa es un distrito del municipio de San Miguel Centro en el departamento de San Miguel, El Salvador. De acuerdo al censo oficial de 2024, tiene una población de 7.062 habitantes.

## Historia
En las orillas de la quebrada Agua Zarca, floreció en tiempos precolombinos una notable civilización que dejó sus huellas en el sitio arqueológico de Quelepa. Se estima que fue ocupado a lo largo de diez siglos, comenzando desde el período Clásico. Durante el periodo Clásico temprano y medio alcanzó su mayor desarrollo, cuando fue influenciada por grupos lencas de Honduras y mayas de Copán. Alrededor del 600 d. C. llegaron al lugar grupos provenientes de México, posiblemente de Veracruz y Oaxaca.
Quelepa se compone de alrededor de 40 estructuras esparcidas en medio kilómetro cuadrado, en el que resalta un campo de juego de pelota. El primer estudio del lugar se realizó por Atilio Peccorini en el año 1913, y entre 1967 y 1969 se llevó a cabo el trabajo de investigación más exhaustivo por E. Wyllys Andrews de la Universidad de Tulane.
En el año 1550, ya en la etapa de la colonización española, existían en el lugar los poblados de Quelepatique y Muyacaquín, de 250 y 200 habitantes respectivamente. Para 1740, de acuerdo al alcalde mayor de San Salvador Manuel de Gálvez Corral, moraban en Santiago Quelepa 15 indios tributarios, lo que hacía un aproximado de 75 habitantes. En 1770 formaba parte del curato de San Miguel, «con 138 personas distribuidas en 18 familias de indios» según descripción del arzobispo Pedro Cortés y Larraz. Para 1786 ingresó al partido de San Miguel.

## Información general
El distrito cubre un área de 22,21 km². Riegan el territorio los ríos San Sebastián, Toro y Quebrada de Agua; así como las quebradas El Hoyón, El Roble, El Castaño, Agua Zarca, Los Pocitos, El Chile, Flores y Seca. Las fiestas patronales se celebra en el mes de julio en honor de Santiago Apóstol y en diciembre en honor de la virgen de la Concepción. El topónimo «Quelepa» proviene del Lenca salvadoreño y significa «Jaguares de Piedra» o «Pumas de Piedra».